# Delta Force: Black Hawk Down
Delta Force: Black Hawk Down é um jogo eletrônico de tiro em primeira pessoa desenvolvido e publicado pela NovaLogic, lançado em 23 de março de 2003 para Microsoft Windows. Em julho de 2004 foi publicado pela Aspyr para macOS. Em 26 de julho de 2005, o jogo foi lançado para os consoles Xbox, desenvolvido pela Climax Studios, e PlayStation 2, desenvolvido pela Rebellion Developments.
O jogo é ambientado na Somália em 1993, durante os eventos que sucederam a Força-Tarefa Unificada (também conhecida como Operação Restore Hope), UNOSOM II e a Operação Serpente Gótica. As missões ocorrem principalmente na região rural do país e na capital Mogadíscio. Parte do jogo também teve inspiração no filme Black Hawk Down de Ridley Scott.
Delta Force: Black Hawk Down é o sexto título da série de jogos Delta Force.

## Jogabilidade
A jogabilidade de Delta Force: Black Hawk Down difere bastante das versões anteriores da série Delta Force. Enquanto a maioria dos jogos anteriores da série se concentram em combates ao ar livre de longa distância, e tem designs de missões em campo aberto, Delta Force: Black Hawk Down se concentra em combates de curta distância, com tiroteios em ambientes urbanos. Estes recursos já haviam sido apresentados em Delta Force: Urban Warfare de 2002. Muitos dos recursos que marcaram os primeiros jogos da série, como balística de balas, foram abandonados em favor de uma jogabilidade mais simples e focada na ação. Veículos Humvees, helicópteros UH-60 Black Hawk e MH-6 Little Birds desempenham papéis importantes para o transporte do jogador e sua equipe durante as missões. Existem também algumas missões em que caminhões, barcos e outros veículos locais e civis são usados. A campanha em Delta Force: Black Hawk Down é dividida em missões distintas. Enquanto a campanha é linear, na maioria das vezes, três missões estão disponíveis ao mesmo tempo, permitindo que o jogador as complete em qualquer ordem. A conclusão de uma missão salva o progresso da campanha e geralmente desbloqueia uma nova. As missões já concluídas podem ser acessadas a partir de uma lista de "ação instantânea" no menu. O jogador geralmente é acompanhado por um esquadrão de três soldados controlados por inteligência artificial. O jogador pode pressionar um botão no teclado para ordenar estes soldados a limpar cômodos com granadas de luz para cegar os inimigos durante uma incursão militar. No final de cada missão, uma tela de estatísticas revela o desempenho do jogador durante a missão; como número de civis ("não combatentes"), soldados amigáveis e inimigos mortos durante a missão. A versão de PlayStation 2 conta com comandos adicionais aos soldados que acompanham o jogador; como ordem de segurar ou abrir fogo, manter posição, avançar, providenciar cobertura, cura médica e munição. Estes comandos também são auxiliados pelo suporte para comandos de voz utilizando um headset para o console. A versão de PS2 também inclui uma tela de desempenho após uma missão, com um sistema de pontuação em forma de estrelas de acordo com a performance do jogador durante a missão. Se o jogador tiver um mal desempenho durante uma missão, poderá repetir a mesma missão ou missões já concluídas no menu de "ação instantânea" para melhorar seu desempenho e ganhar mais pontos. Quanto mais estrelas (pontos) o jogador ganhar, mais armas, melhorias, munição e kits médicos poderão ser desbloqueados no menu. Além de desbloquear armas, as estrelas ganhas também são usadas para personalizar o personagem e a equipe do jogador em habilidades como liderança, durabilidade, rapidez e precisão.
A versão para PC também possui um recurso de editor de missões com o qual os jogadores podem fazer suas próprias missões personalizadas.

## Sinopse
A história do jogo é baseada em eventos reais e tem como contexto o envolvimento dos Estados Unidos e da ONU na Guerra Civil da Somália em 1993. O personagem do jogador começa como um soldado da 10ª Divisão de Montanha dos Estados Unidos. A primeira e curta metade da campanha consiste em três missões variadas nas quais os soldados da UNITAF e UNOSOM II tiveram de se envolver na vida real, como defender e entregar comboios de alimentos da ONU, proteger civis do ataque de milícias e apreender e destruir carregamentos de armas na região rural do país devastado pela guerra civil. A segunda metade e maior parte da campanha cobre os eventos da Operação Serpente Gótica na zona urbana de Mogadíscio, onde o personagem do jogador é transferido para 75º Regimento Ranger, e após duas missões, para o 1º Destacamento Operacional das Forças Especiais (Força Delta). Nesta parte da campanha, o jogador participa de incursões militares com a Força-Tarefa Ranger para capturar lideranças rebeldes e senhores da guerra, incluindo Mohamed Farrah Aidid. Esta operação culminou na conhecida Batalha de Mogadíscio em 3 e 4 de outubro de 1993 – dramatizada no filme Black Hawk Down. A batalha é destaque nos últimos cinco níveis. Uma missão final com uma história alternativa sobre a morte de Aidid ocorre em 1996, dois anos após a batalha que vitimou 18 soldados americanos. O personagem do jogador participa de uma operação secreta em Mogadíscio para eliminar Aidid definitivamente. A missão é encoberta por um tiroteio entre clãs rivais para parecer que o esquivo general foi morto durante os combates.

## Multiplayer
Além da campanha para um jogador, Delta Force: Black Hawk Down apresenta LAN e multiplayer online, com suporte para até 50 jogadores em uma única partida, quebrando o recorde das maiores batalhas multiplayer de console da época. O multiplayer online é alimentado pelo NovaWorld (no PC) e pela GameSpy (nos consoles), que rastreia as estatísticas dos jogadores, aumenta a sua classificação e possui um sistema de matchmaking. Vários modos de jogo estão disponíveis, incluindo Deathmatch, Team Deathmatch e King of the Hill, bem como os baseados em objetivos do jogo. Como nos dois jogos anteriores da série Delta Force, os jogadores podem escolher uma dentre várias classes de personagens com características individuais. A versão de PlayStation 2 possui modos em tela dividida e algumas missões da campanha podem ser jogadas em modo cooperativo.
O multiplayer, tanto das versões de PC quanto das versões para consoles foi elogiado pela crítica na época.

## Desenvolvimento
O jornalista investigativo Mark Bowden, autor do livro Black Hawk Down: A Story of Modern War (no qual o filme é baseado), teria sido abordado sem sucesso pela Novalogic para emprestar sua experiência no conflito somali ao jogo.
Delta Force: Black Hawk Down usa o motor baseado no Comanche 4, com recursos do Voxel Space desenvolvido pela NovaLogic, um mecanismo de renderização de gráficos que permite mais detalhes e efeitos visuais avançados graças ao suporte ao shader. Além disso, o movimento dos veículos não estão mais restrito a caminhos predefinidos específicos e os motoristas controlados por inteligência artificial são capazes de evitar obstáculos. É o primeiro mecanismo usado pela série para suportar outras plataformas além do PC.
A versão para PlayStation 2 usa o mecanismo do motor Asura desenvolvido pela Rebellion Developments, conhecido por seu uso na série Sniper Elite. O motor também é usado para se adequar as limitações do console. O estúdio também esteve por trás do único outro título da série para o PlayStation, Delta Force: Urban Warfare. Ficou também evidente que a Rebellion redesenhou completamente o jogo do zero em relação a suas versões para PC e Xbox, com um estilo visual e modelos de personagens totalmente diferentes e mais inspirados no filme de Ridley Scott, bem como um sistema de estatísticas/experiência totalmente novo que se desenvolve conforme o jogador avança. A versão também conta com um novo sistema de emissão de comandos para os personagens de esquadrão controlados por IA, que também é auxiliado e estimulado pelo suporte a comandos de voz do console.

## Pacote de expansão
Em 2004, um pacote de expansão intitulado Delta Force: Black Hawk Down – Team Sabre foi lançado para PC. A versão para PlayStation 2 também desenvolvida pela Rebellion Developments foi lançada em 2006. Team Sabre adiciona duas campanhas fictícias que ocorrem na Colômbia e no Irã, respectivamente.

## Recepção
A versão de PC de Delta Force: Black Hawk Down recebeu um prêmio "prata" de vendas da Entertainment and Leisure Software Publishers Association (ELSPA), indicando vendas de pelo menos 100.000 cópias no Reino Unido.
A versão para PC recebeu "críticas geralmente favoráveis", enquanto as versões para Xbox e PlayStation 2 receberam críticas mistas, de acordo com o agregador de análises de videogames Metacritic.
Na época, a revista Maxim deu ao jogo uma pontuação oito de dez, primeiro dizendo da versão para PC: "Embora fosse impossível para o jogo imitar a emoção e o caos cru que definiram essa missão que virou desastre na vida real, os gráficos são o melhor que vimos em um campo de batalha "; e depois das versões para PlayStation 2 e Xbox: "Beba de seu realismo militar em zonas de guerra lotadas e confusas, onde você pode se afogar em rios, matar civis inocentes e participar de fogo amigo. Você também pode participar de missões de combate online de 32 jogadores (50 no Xbox Live), o que tecnicamente é o dobro do caos sangrento de Halo 2. Veja, a política externa pode ser divertida!". The Cincinnati Enquirer deu a versão para PC uma pontuação de três estrelas e meia de cinco e afirmou: "Se você pode perdoar a abordagem mais leve do jogo - uma que enfatiza a ação em vez da estratégia - você desfrutará de Black Hawk Down". No entanto, a Detroit Free Press deu à versão de Xbox duas estrelas de quatro, dizendo: "Os fãs de combate militar podem querer alugar isso só para participar dos combates caóticos gigantescos". O Sydney Morning Herald concedeu duas estrelas e meia para as versões de PS2 e Xbox, afirmando: "A campanha solo carece do brilho de outros shooters militares, mas as opções decentes do modo Multiplayer para vários jogadores impedem que o produto pareça sem cor".